# Xã Georgetown, Quận Floyd, Indiana
Xã Georgetown (tiếng Anh: Georgetown Township) là một xã thuộc quận Floyd, tiểu bang Indiana, Hoa Kỳ. Năm 2010, dân số của xã này là 9.632 người.